# ヌクレオチダーゼ
ヌクレオチダーゼ(nucleotidase,5'分解ヌクレオチダーゼ EC 3.1.3.5,3'分解ヌクレオチダーゼ EC 3.1.3.6)はヌクレオチドの糖とリン酸の間のホスホジエステル結合を加水分解してヌクレオシドとリン酸にする酵素。
核酸の分解に携わる酵素で、脱リン酸酵素(ホスファターゼ)の一種に分類される。一般のヌクレオチダーゼは糖の5'位にリン酸を持つ5'ヌクレオチドを分解するものであるが、植物の一部には3'位にリン酸を持つヌクレオチドを分解するものが知られている。一般には塩基の種類を選ばないが、細菌においてはGTPを特異的にグアノシンに分解する酵素があることが知られている。